# Alexander Roslin

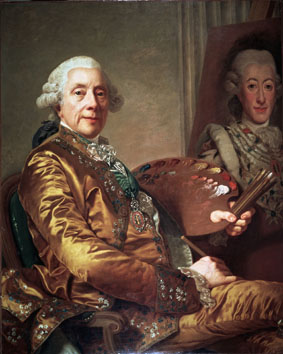
Een zelfportret van Alexander Roslin, gemaakt rond 1790.

Alexander Roslin (Malmö, 15 juli 1718 - Parijs, 5 juli 1793) was een portretschilder afkomstig uit Zweden. Hij was vooral beroemd bij de Europese adel.

## Leven
Hij werd geboren in Zweden in 1718 en huwde in 1759 met Marie-Suzanne Giroust. In het begin van zijn carrière werkte Alexander vooral in Stockholm, Bayreuth, Wenen, en Parijs en bracht hij ook vaak een bezoek aan de verschillende Italiaanse landen. Vanaf 1750 werkte Alexander in Parijs.
Op 5 juli 1793 stierf Alexander Roslin in Parijs.

## Werken
Alexander Roslin was vooral beroemd bij de Russische staatsmannen en de Russische adel. Hij schilderde bijvoorbeeld portretten van Ivan Betskoi en Ivan Shuvalov. Ook schilderde hij portretten van veel verschillende Poolse en Franse aristocratische vrouwen. Hij was een groot talent in het schilderen van damesportretten; aan vele Koninklijke hoven was hij een graag geziene gast. Hieronder staan een aantal beroemde personen die door hem geportretteerd zijn:
- Koning Gustaaf III van Zweden.
- Tsarina Catharina II van Rusland.
- Grootvorstin Wilhelmina Louisa van Hessen-Darmstadt, door haar huwelijk Natalia Aleksejevna van Rusland, de eerste vrouw van de latere tsaar Paul I van Rusland.
- Tsarina Maria Fjodorovna van Rusland, de tweede vrouw van tsaar Paul I van Rusland.
- Koningin Louisa Ulrika van Pruisen, vrouw van koning Adolf Frederik van Zweden.
- Koningin Hedwig Elizabeth Charlotte van Sleeswijk-Holstein-Gottorp, vrouw van koning Karel XIII van Zweden.
- Madame Victoire Louise, prinses van Frankrijk.
- Aartshertogin Maria Christina van Oostenrijk, een dochter van keizerin Maria Theresia van Oostenrijk.

Ook maakte Alexander Roslin een beroemd portret van koning Gustaaf III van Zweden met zijn twee jongere broers, prins Karel, hertog van Södermanland en prins Frederik Adolf, hertog van Östergötland. 

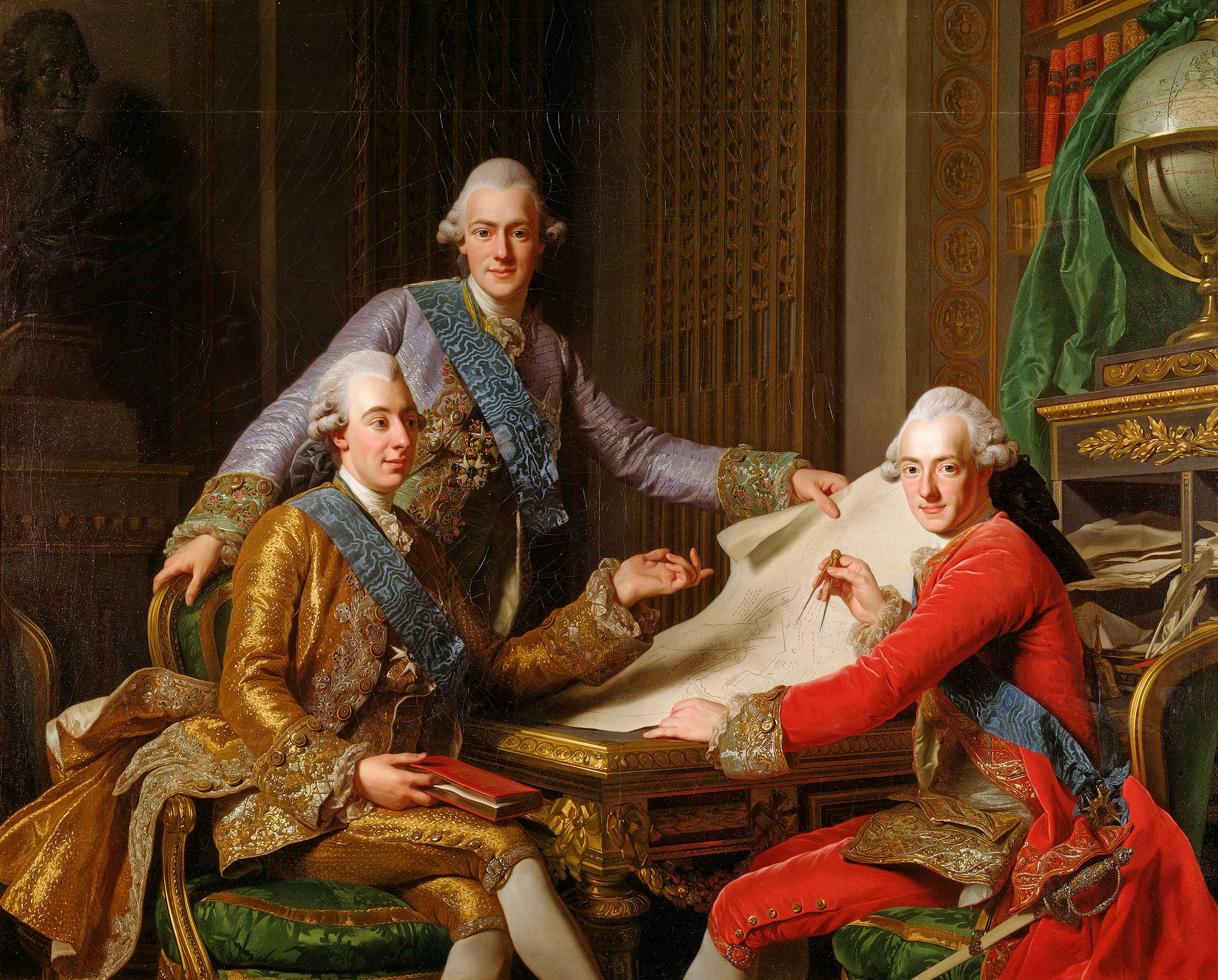
Koning Gustaaf III met zijn jongere broers, de latere koning Karel XIII en prins Frederik Adolf
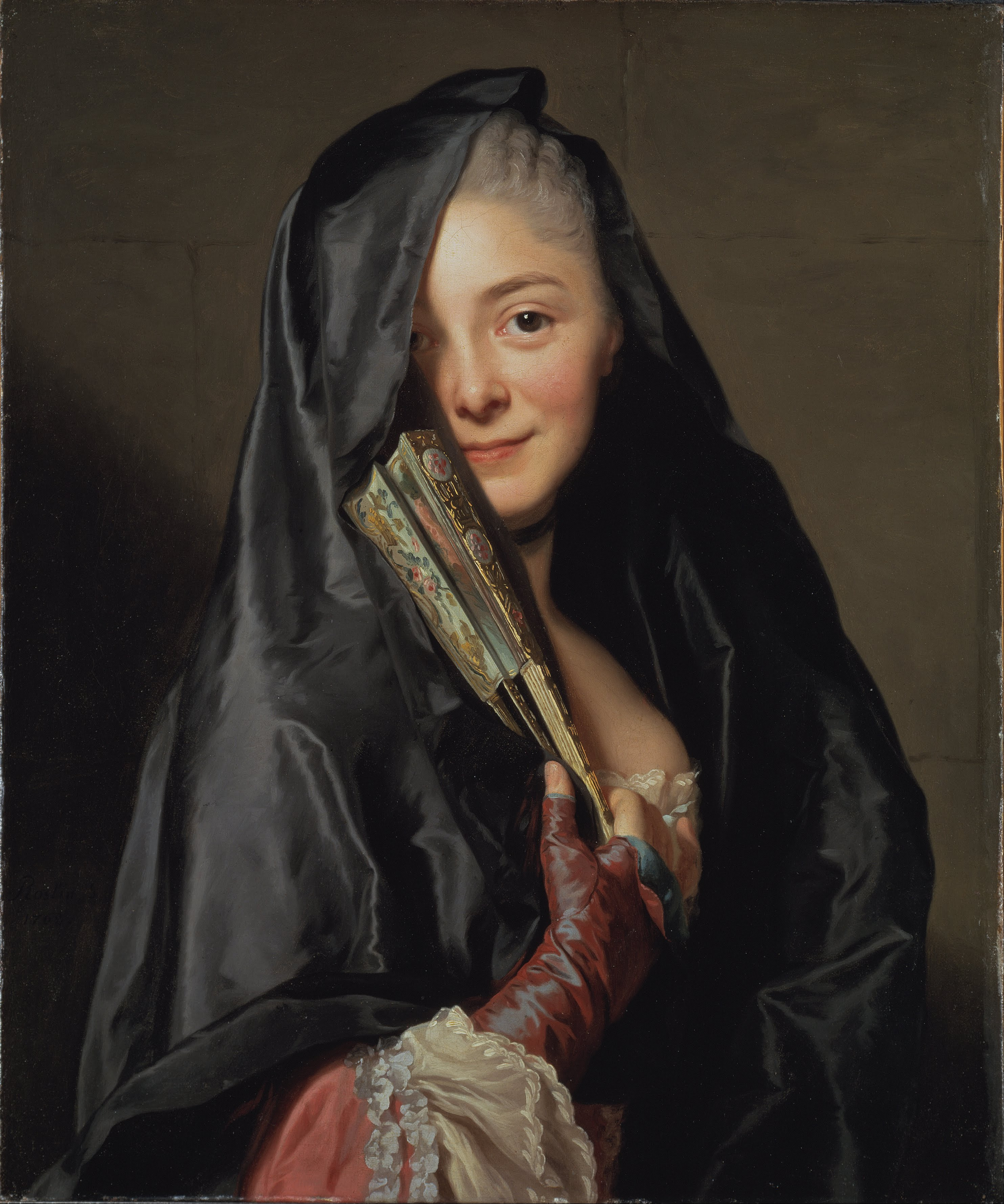
Dame met sluier
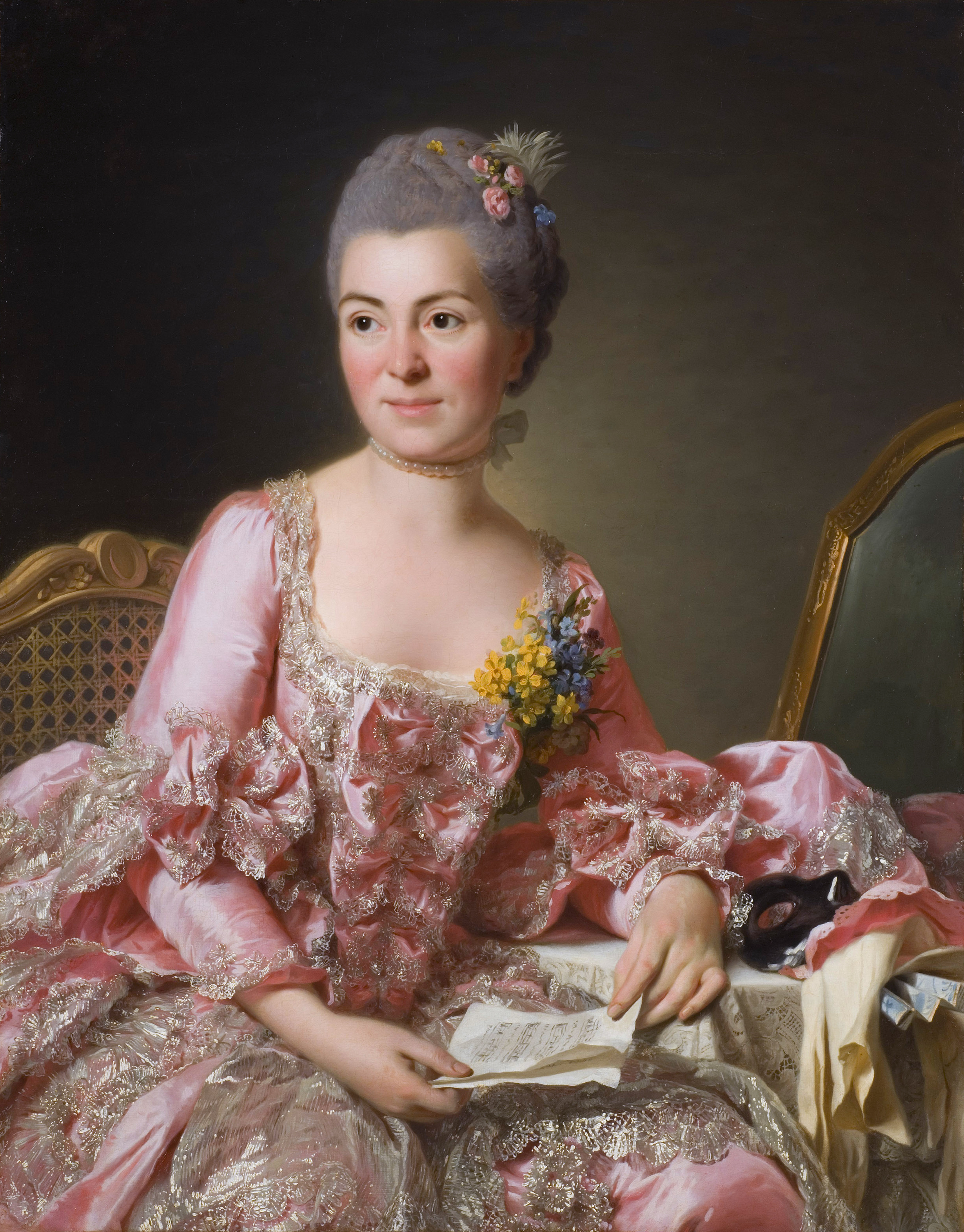
De vrouw van Alexander Roslin, Marie Suzanne Giroust
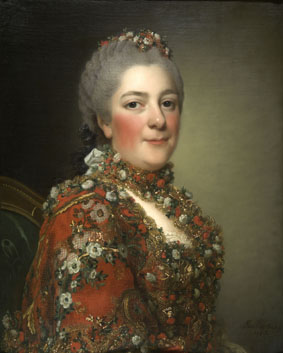
Madame Victoire Louise van Frankrijk
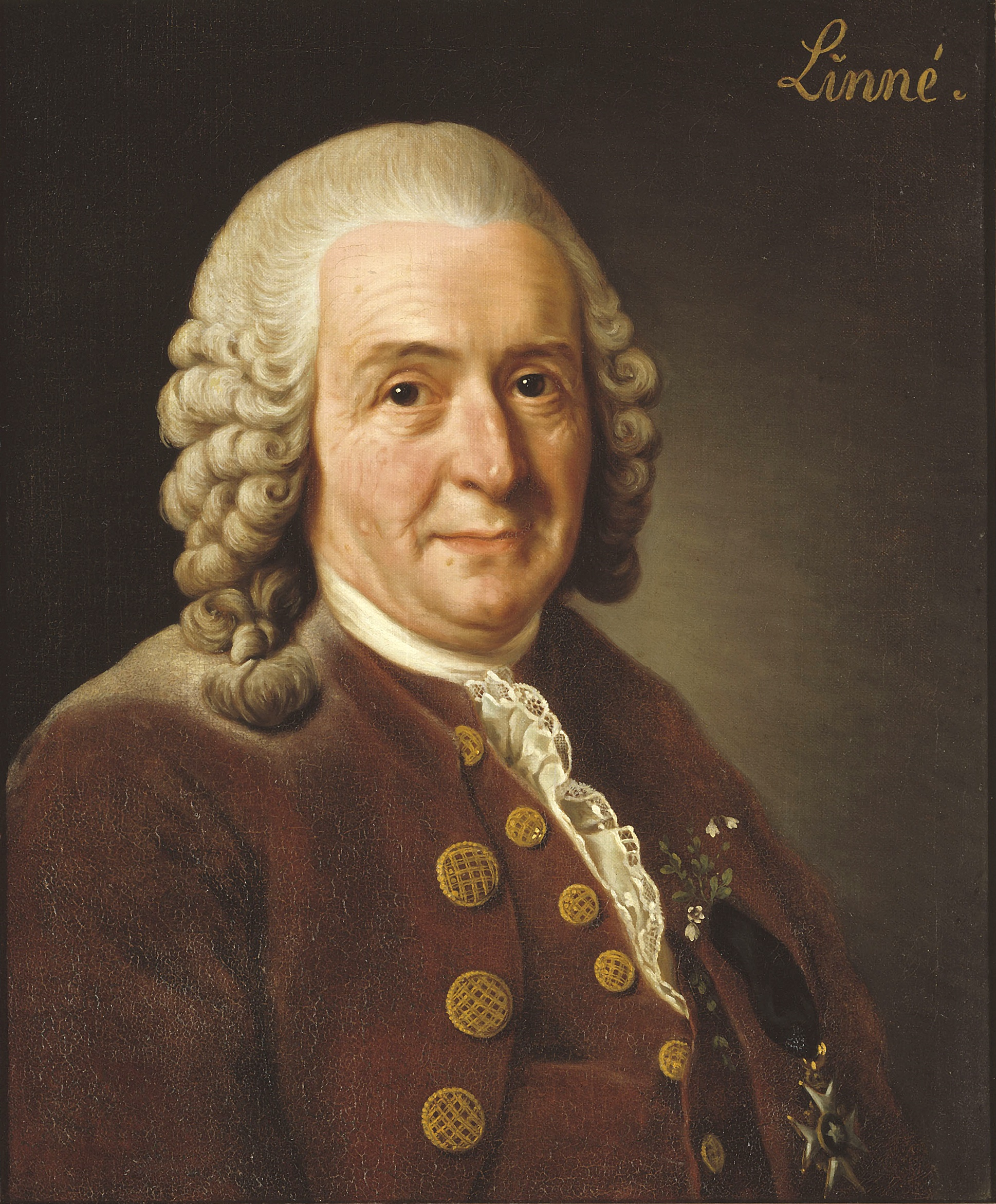
Carl Linnaeus
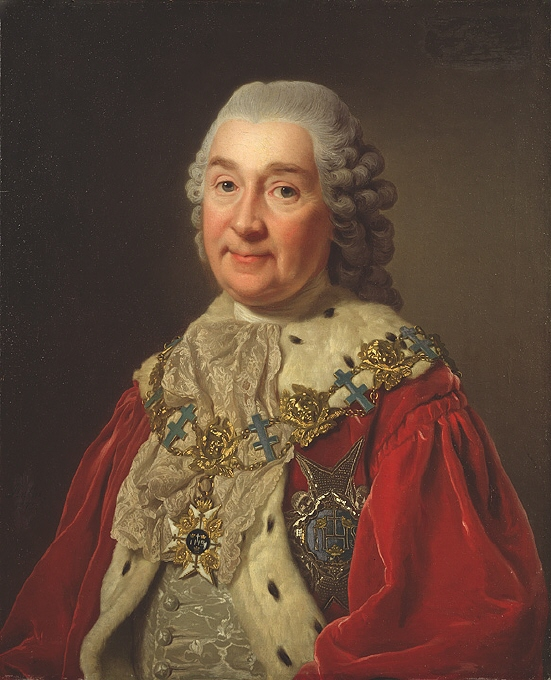
Carl Fredrik Scheffer

- Bibsys: 90412681
- Biblioteca Nacional de España: XX861879
- Bibliothèque nationale de France: cb14954259g (data)
- Gemeinsame Normdatei: 119188945
- International Standard Name Identifier: 0000 0001 2282 1043
- KulturNav: 577303a3-1cd2-459c-8b0f-97bad0c1a6c7
- Library of Congress Control Number: n96123864
- MusicBrainz: ceab7a99-4ff6-47f3-95cf-24898b501d55
- National Gallery of Victoria: 1207
- Nationale Bibliotheek van Tsjechië: ola2003172393
- Nationale bibliotheek van Australië: 35656435
- Nationale Bibliotheek van Israël: 987007509748305171
- Nationale Bibliotheek van Polen: a0000003411279
- Nederlandse Thesaurus van Auteursnamen: 115055452
- Réseau des bibliothèques de Suisse occidentale: 02-A010249888
- RKD-Nederlands Instituut voor Kunstgeschiedenis: 68306
- Istituto Centrale per il Catalogo Unico: TO0V552365
- LIBRIS: 221522
- SNAC: w6892pt6
- Système universitaire de documentation: 118737325
- Trove: 1029359
- Union List of Artist Names: 500032508
- Virtual International Authority File: 76584639
- WorldCat: E39PBJwthXcfHGg7D8JYy8hJXd